# Laringalizzazione
La laringalizzazione o voce laringea, o registro laringeo (in inglese vocal fry register, o creaky voice, noto anche come registro ritmico, fonazione ritmica, scricchiolio, croak, popcorning, o strohbass) è il più basso registro vocale umano ed è prodotto attraverso un rilassamento della chiusura glottale che permette all'aria di "scoppiettare" lentamente con un suono schioccante o crepitante di una frequenza molto bassa. Durante questa fonazione, le cartilagini aritenoidi nella laringe si avvicinano, il che fa sì che le corde vocali si comprimano piuttosto strettamente e diventino relativamente molli e compatte. Questo processo forma una massa ampia e irregolarmente vibrante all'interno delle corde vocali che produce il caratteristico suono a scoppiettìo o a crepitìo quando l'aria passa attraverso la chiusura glottale. Il registro (se ben controllato) può estendersi molto al di sotto del registro vocale modale, in alcuni casi fino a 8 ottave più in basso, come nel caso di Tim Storms che detiene il record mondiale per la nota di frequenza più bassa mai prodotta da un umano, un sol -7, che è solo 0,189 Hz, non udibile dall'orecchio umano.

## Storia della classificazione del registro vocale
La voce laringea, o registro fry, è stato un registro riconosciuto e identificabile nel mondo accademico anglosassone solo negli ultimi decenni, ma il suo suono caratteristico è riconosciuto da prima. La discussione sul registro vocale laringeo è iniziata prima nel campo della fonetica e della logopedia e non è entrata nel vocabolario dei pedagogisti della musica vocale fino all'inizio degli anni '70, essendo inizialmente controverso. Tuttavia, la polemica che circonda il termine nella musica si è attenuata dal momento in cui sono seguite ulteriori ricerche sul suo uso nel contesto del canto. In particolare, la videoregistrazione da parte di Margaret Greene dei processi fisiologici che si verificano nel corpo durante la fonazione laringalizzata ha offerto una solida dimostrazione che questo tipo di fonazione vocale dovrebbe essere considerata un registro sia nella patologia del linguaggio sia nelle prospettive della musica vocale. Come con qualsiasi altro registro vocale, il registro di laringalizzazione ha un modello vibratorio unico delle corde vocali, una certa serie di toni, e un certo tipo di suono che lo distingue dagli altri registri vocali.

## Nel discorso
La discussione sul registro laringeo è molto più frequente nei libri relativi alla fonetica e alla logopedia più che in quelli che trattano di canto. Alcune autorità considerano l'uso della laringalizzazione nel discorso una disfonia, ma altri la considerano tale solo se viene usata eccessivamente come Hollien, Moore, Wendahl e Michel: 
(Cooper, Morton (1973), Modern Techniques of Vocal Rehabilitation)
Questo sembra essere l'opinione prevalente tra i logopedisti. Molti sono pronti a precisare che sebbene il registro venga usato in minima parte nei pattern di discorso normali, l'uso continuo di un tale modello lo rende "non-utilitario" o patologico.
Esistono alcune prove dell'aumento di laringalizzazione nella voce di giovani donne parlanti inglese americano all'inizio del XXI secolo, ma l'estensione e il significato della sua frequenza sono contestati.La ricercatrice Ikuko Patricia Yuasa suggerisce che la tendenza è un prodotto del tentativo delle giovani donne che cercano di infondere il loro discorso di gravità attraverso il raggiungimento del registro maschile e scopre che "gli americani in età universitaria [...] percepiscono la voce fry femminile come esitante, non aggressiva e informale, ma anche educata, "urban-oriented", e "upwardly mobile".
Alcune lingue, come quella Jalapa Mazatec, usano il registro laringeo (voce gracchiante) come un marcatore linguisticamente significativo; la presenza o l'assenza di ritmi laringei può quindi modificare il significato di una parola.
Uno studio nazionale del 2014 su adulti americani ha rilevato che il parlato laringeo veniva percepito in modo più negativo rispetto a una voce nel registro modale, in particolare in un contesto di mercato del lavoro. Nelle giovani donne adulte, era percepito come meno affidabile, meno competente, meno attraente e meno "impiegabile". La valutazione negativa era più forte quando anche il valutatore era una donna.
Lo studio nazionale di 800 ascoltatori di tutte le età ha scoperto che le persone che prendono decisioni di assunzione preferivano voci che non utilizzassero registro faringeo. Una limitazione dello studio era che i campioni vocali laringalizzati erano prodotti da imitatori piuttosto che da parlanti naturali. Ciò suggerisce che sono necessarie ulteriori ricerche, in quanto la reazione negativa potrebbe essere attribuibile ad altri fattori.
Le giovani donne di madre lingua inglese americana usano la laringalizzazione più frequentemente rispetto agli uomini. Alla richiesta di leggere un passaggio, in uno studio il numero di donne che ha utilizzato un registro fry è risultato quattro volte maggiore rispetto agli uomini.

## Nel canto
Il suono gracchiante prodotto da cantanti maschi all'inizio di frasi nella musica country americana viene prodotto dal trasferimento della voce da questo al registro modale. All'interno della musica corale, quando i bassi veri non sono disponibili, i cori si affidano spesso a cantanti che possono "friggere" le note di basso. Cantanti come Tim Storms, Mike Holcomb e altri artisti gospel usano questa tecnica per cantare toni molto bassi. Il vocal fry viene anche utilizzato nella musica metal, solitamente in combinazione con l'aria proveniente dal diaframma, al fine di creare un "ringhio" o "urlo", dal suono aggressivo e duro.
L'uso principale del registro laringeo è quello di ottenere toni di frequenza molto bassa, che non sono disponibili per il cantante nel registro modale. Sebbene la produzione fisiologica del registro laringeo possa essere estesa nel registro modale, la maggior parte dei pedagoghi vocali scoraggia tali pratiche, poiché potrebbe causare danni alle corde vocali. Inoltre, molti insegnanti di canto scoraggiano i cantanti dall'usare frequentemente il registro, poiché potrebbe causare la perdita di alcune delle note superiori nel registro modale. In alcuni casi, i pedagoghi vocali hanno trovato utile l'uso della voce laringea per gli studenti che hanno difficoltà a produrre note più basse. I cantanti spesso perdono le loro note basse o non imparano mai a produrle a causa dell'eccessiva tensione dei muscoli laringei e del meccanismo di supporto che porta a troppa pressione respiratoria.
Alcuni stili di canto armonico come il kargyraa di Tuva usano tecniche vocali simili al vocal fry.